# Mulai Abd ar-Rahman

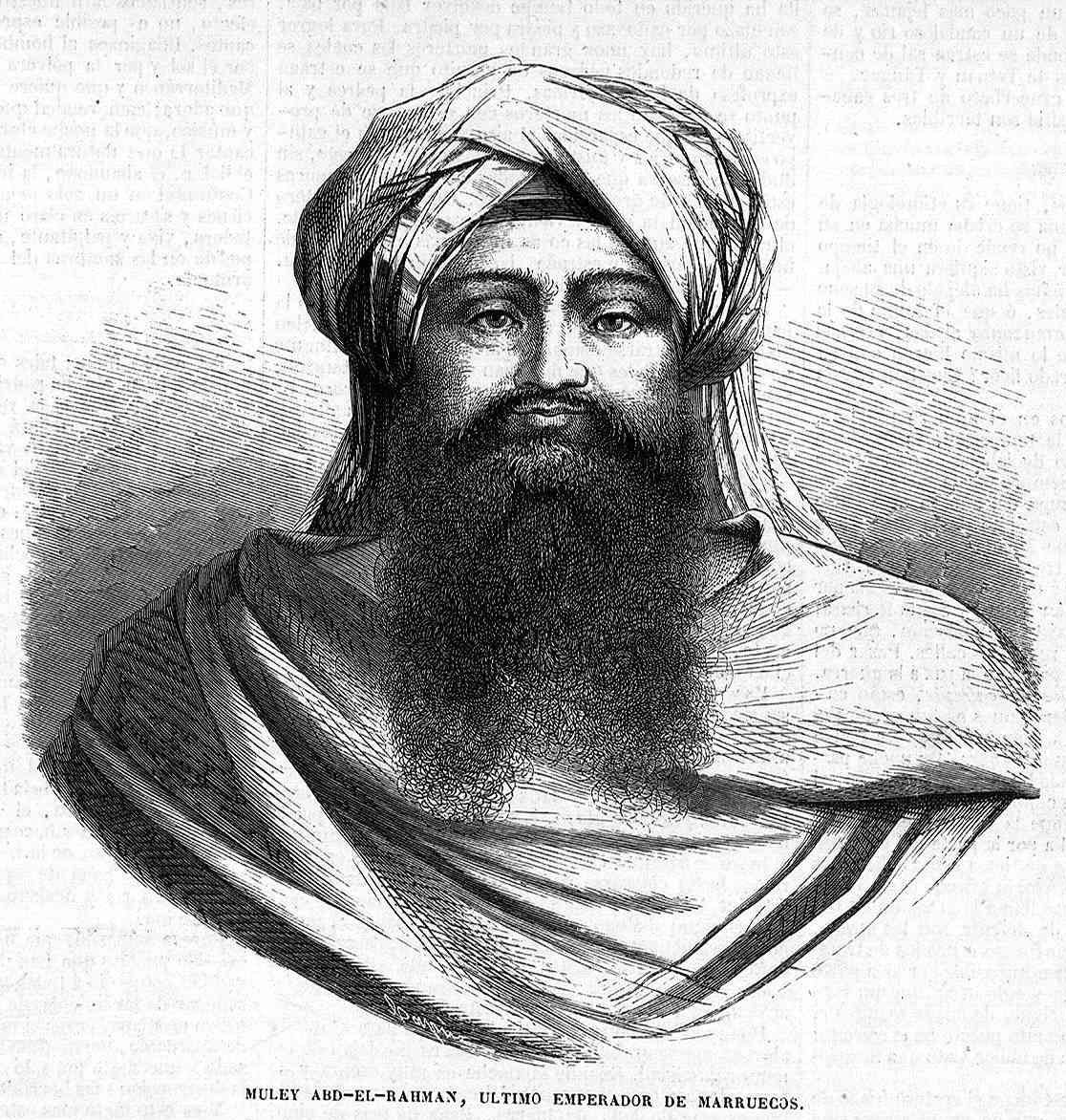
Mulai Abd ar-Rahman (1859)

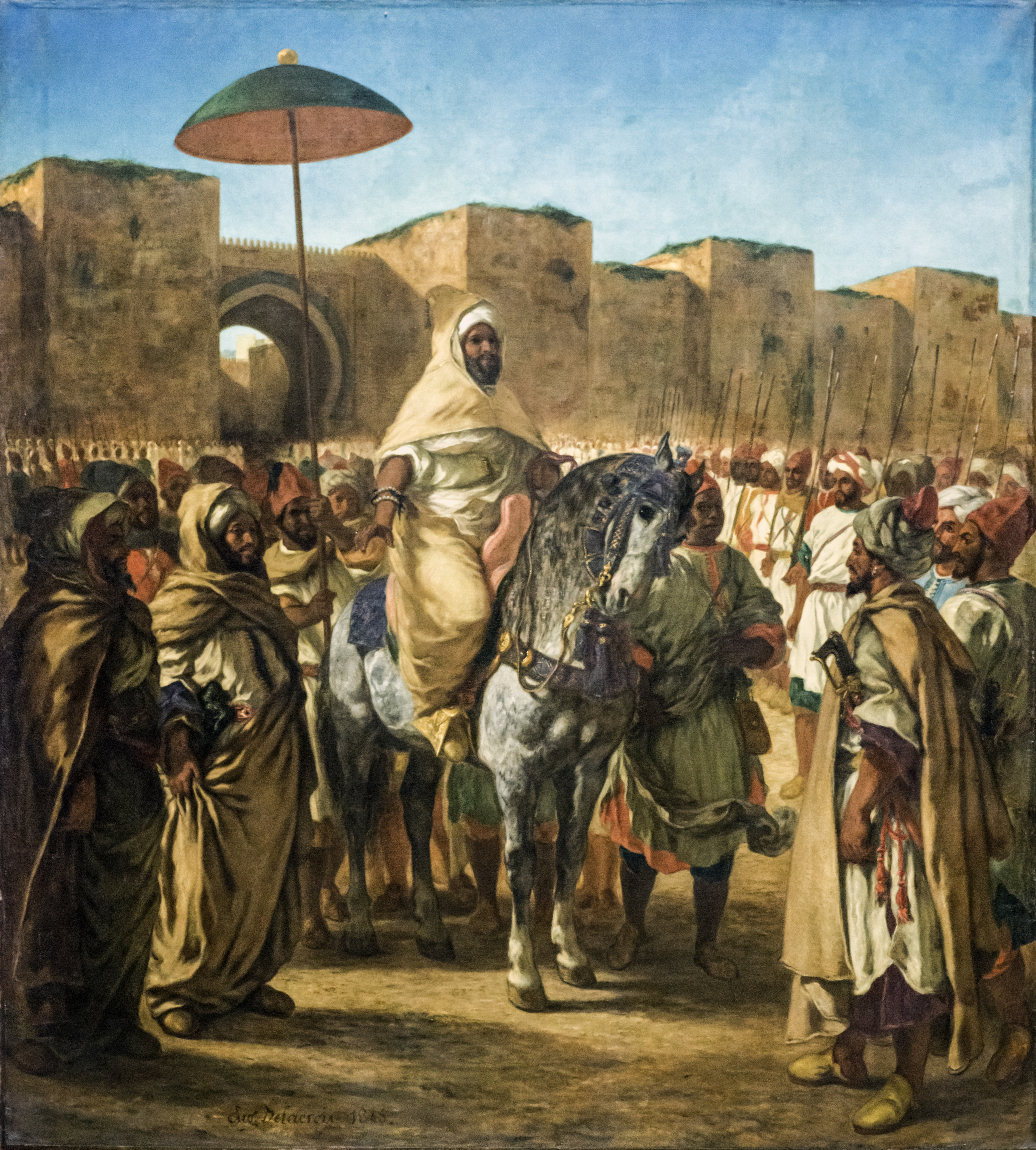
Eugène Delacroix – Sultan Abd ar-Rahman empfängt den französischen Botschafter vor den Toren von Meknès

Mulai Abd ar-Rahman (arabisch مولاي عبد الرحمن, DMG Mūlāy ʿAbd al-Raḥmān) (* 1778 in Marrakesch; † 28. August 1859  in Meknès) war von 1822 bis zu seinem Tod Sultan der Alawiden in Marokko. Am Anfang seiner Regierung und auch wiederholt später musste er innere Aufstände unterdrücken und konnte die Zentralmacht stärken. Mit den europäischen Seemächten geriet er wegen von Marokko ausgehender Piraterie in Konflikt. Nach der Annexion des damals vom Osmanischen Reich abhängigen Algerien durch Frankreich (1830) unterstützte er den Unabhängigkeitskampf Abd el-Kaders gegen die Kolonialmacht. Deshalb kam es 1844 zum Krieg mit Frankreich, den Marokko verlor. Der Sultan musste im folgenden Friedensvertrag Algerien als französischen Besitz anerkennen, die Hilfe für Abd el-Kader einstellen und den Fortbestand des früheren Grenzverlaufs zwischen Marokko und Algerien akzeptieren. Abd ar-Rahman schloss aber auch Handelsverträge mit europäischen Staaten und verstand es, die Unabhängigkeit seines Landes zu bewahren.

## Leben

### Abstammung; Bekämpfung von Aufständen in den ersten Regierungsjahren
Mulai Abd ar-Rahman war ein Sohn des marokkanischen Sultans Mulai Hischam († 1798) sowie Neffe des anschließend regierenden Sultans Mulai Sulaiman (regierte 1798–1822). Von Letzterem wurde er zweimal als dessen erwählter Nachfolger bezeichnet. Nach dem Tod seines Onkels Mulai Sulaiman erreichte er ohne größere Probleme seine Anerkennung als neuer Herrscher Marokkos, indem er am 30. November 1822 in Fès zum Sultan proklamiert wurde. Es gab zwar zwei Konkurrenten auf den Thron, sein Vetter Sulaiman sowie Ibrahim ibn Yazid, doch unterwarfen sie sich ihm rasch.
Beim Regierungsantritt Abd ar-Rahmans befand sich Marokko im Aufruhr. Verschiedene Adelsfamilien und ländliche Stammesverbände versuchten, sich der Macht der Zentralregierung zu entziehen. In Fès war die religiöse Bedeutung der Marabuts größer als die politische Macht des Sultans. Auch die Finanzen des Reichs waren zerrüttet. Abd ar-Rahman musste in den ersten Regierungsjahren mehrere Aufstände niederschlagen. So erhob sich 1824 der Stamm der Bani Zemmur, erlitt aber eine Niederlage; sein Anführer Muhammad ibn al-Ghazi wurde in Mogador interniert. 1825 wurde die Revolte des Banu Zarwal unterdrückt. Die Shrarda rebellierten 1828 gegen den Statthalter von Marrakesch. Bei diesem kriegerischen Konflikt griff der Sultan persönlich ein und besiegte die Shrarda nach einer siebentägigen Schlacht entscheidend.
Nach der Befriedung der Bruderschaften und der Marabuts begann Abd ar-Rahman den Ausbau der Reichsverwaltung. Infolgedessen wurde die Kontrolle der Berberstämme im Atlasgebirge und in Südmarokko verstärkt. Mehrere Aufstände gegen diese zunehmende Einbindung in den Staat konnten unterdrückt werden. Um sich die Unterstützung der Bevölkerung für seine Politik zu sichern, mussten allerdings die muslimischen Bruderschaften gefördert werden, die großen Einfluss auf die einfache Bevölkerung und die Stämme hatten.

### Handelsbeziehungen mit europäischen Mächten; Konflikte mit ihnen wegen Piraterie
Während im Inneren die noch schwache Zentralregierung (makhzen) ausgebaut wurde, versuchte Abd ar-Rahman ausbleibende Steuereinnahmen durch die Neubelebung des internationalen Handels, der von seinem Vorgänger ausgesetzt worden war, auszugleichen. Er schloss mehrere Handelsabkommen mit europäischen Nationen, so 1823 mit Portugal und 1824 mit Großbritannien. Den 1767 zwischen Frankreich und dem damaligen marokkanischen Herrscher Mulai Muhammad vereinbarte Handels- und Freundschaftsvertrag wurde von Abd ar-Rahman 1825 erneuert. Auch mit Sardinien unterzeichnete er 1825 einen Handelskontrakt. Dabei hatte Marokko wenig zu exportieren, da ab 1825 im Land eine Periode geringer Regenfälle und damit verbundener schlechter Ernten einsetzte.
Abd ar-Rahman entschied sich aber auch, die einträgliche Institution der Piraterie der Barbaresken-Korsaren wieder zu gestatten, was zur militärischen Konfrontation mit den europäischen Handelsmächten führte. So errichteten die Briten 1828 nach der Kaperung mehrerer ihrer Schiffe eine Blockade des Hafens von Tanger. Im Sommer 1828 wurde ein österreichisches Handelsschiff vor Cádiz aufgebracht und nach Rabat geschleppt sowie die Mannschaft in Ketten gelegt. Der von Österreich zu einer Expedition gegen Marokko entsandte Korvettenkapitän Franz Bandiera beschoss im Juni 1829 mit seinem Geschwader die Stadt Larache, doch sah sich ein daraufhin dort gelandeter Trupp einem plötzlichen Angriff marokkanischer Reiter ausgesetzt und musste sich zurückziehen. Die österreichische Flotte bombardierte auch die Städte Arzila und Tétouan. Im März 1830 unterzeichneten beide Seiten einen Friedens- und Handelsvertrag. Erst danach wurde die Piraterie durch Abd ar-Rahman unterbunden. Die letzte militärische Vergeltungsaktion aufgrund von Piraterie erfolgte im Jahr 1851 gegen die Stadt Salé.

### Wadaya-Rebellion
Nach dem Rückzug von Abd ar-Rahman aus Tlemcen im März 1831 probten die in ländlichen Gebieten Marokkos wohnenden Wadaya den Aufstand und riefen einen Verwandten des Sultans, Mohammed ibn al-Tayyib, zum Herrscher aus. Von Norden breitete sich die Revolte über ganz Marokko einschließlich der Hauptstadt Fès aus. Es handelte sich um die gefährlichste Rebellion während Abd ar-Rahmans Regierung. Der Sultan wollte sich von Fès in die geschütztere Stadt Meknès begeben, wurde aber unterwegs von Streitkräften der Rebellen aufgehalten und musste nach Fès zurückkehren. Als er von der Unbeliebtheit seines wichtigsten Ministers hörte, entließ er diesen und übergab dessen eingezogenes Vermögen den Wadaya, die dennoch im Aufstand verharrten. Einige Monate später vermochte der Sultan von Fès nach Meknès zu fliehen, wo er die Armee durch Rekrutierung weiterer Krieger verstärkte. Mit diesen Truppen zog er gegen Fès und belagerte es 40 Tage, bis die Wadaya 1832 kapitulierten. Daraufhin befahl er die Hinrichtung der beiden wichtigsten Anführer der Rebellion und ließ die übrigen Angehörigen der Wadaya von Fès nach Marrakesch, Larache und Rabat umsiedeln. Durch diese Maßnahme brach der Aufstand zusammen.

### Erste Konflikte mit Frankreich; Unterstützung Abd el-Kaders
Die größte Konfrontation Marokkos während Abd ar-Rahmans Herrschaft mit einer ausländischen Macht war jene mit Frankreich. Dessen Truppen hatten 1830 eine Invasion der Regentschaft Algier unternommen, die ein autonomes Eyâlet des Osmanischen Reichs im Norden des heutigen Algerien darstellte und von Deys regiert wurde. Unterteilt war die Regentschaft Algier in drei Provinzen, das westliche Beylik mit der Hauptstadt Oran, das Beylik Titteri und das Beylik Constantine (auch östliches Beylik genannt). Der Einmarsch der Franzosen ins Nachbarland und ihr Sieg in der Schlacht von Staoueli (19. Juni 1830) beunruhigte die Marokkaner und führte zu ihrer Solidarisierung mit den Algeriern. Beim weiteren Vormarsch der Franzosen ins Landesinnere ersuchten die Bewohner des westlichen Beylik Marokko um Hilfe. Im Sommer 1830 nahm Abd ar-Rahman zahlreiche algerische Flüchtlinge in den Häfen von Tanger und Tétouan auf und ließ ihnen Unterkünfte anweisen.
Nach dem Fall Algiers im Juli 1830 forderten die Einwohner von Tlemcen Abd ar-Rahman durch eine Delegation zur Intervention in ihrer Region, dem westlichen Beylik, auf und versprachen ihm dafür den Treueid. Die vom Sultan konsultierten Ulama von Fèz äußersten dagegen Bedenken, da die Einwohner von Tlemcen schon dem osmanischen Sultan die Treue geschworen hatten. Auf eine weitere Einladung zur Intervention ernannte Abd ar-Rahman aber im Oktober 1830 seinen erst 15-jährigen Neffen Mulai Ali ben Slimane zum Regenten von Tlemcen, woraufhin dieser mit einem als Militärführer fungierenden Onkel des Sultans, Idris al-Djarari, und einem Truppenaufgebot nach Tlemcen zog. Das marokkanische Heer wurde nicht nur dort, sondern auch in den Beyliks Titteri und Constantine herzlich begrüßt und die Oberhoheit von Abd ar-Rahman in der ganzen Regentschaft Algier anerkannt.
Die Truppen des Sultans konzentrierten sich aber nicht auf die Eroberung der von osmanischen Truppen besetzten Zitadelle von Tlemcen, sondern plünderten das Land. Im März 1831 berief Abd ar-Rahman seinen Neffen Mulai Ali ab und ernannte an seiner Stelle den Statthalter von Tétouan, Ibn al Hami. Ein im Januar 1832 von der französischen Regierung geschickter Gesandter, der Graf Charles-Edgar de Mornay, forderte den Sultan zum Truppenabzug aus Tlemcen auf. Abd ar-Rahman stimmte diesem Begehren erst nach dem Erscheinen eines französischen Kriegsschiffs vor Tanger zu. Bei der Abreise im Mai 1832 ernannte Ibn al Hami als seinen Nachfolger einen lokalen Anführer einer Sufi-Bruderschaft, Muhyi ad-Din, der den Widerstanden gegen die Franzosen organisierte und dessen weitere Führung im November 1832 seinem Sohn Abd el-Kader übergab.
Im Jahr 1834/1835 brachte der Marabut Sidi Muhammad ibn Taiyib die Stadt Fès unter seine Kontrolle und vermochte sich hier eine Weile zu halten. Letztlich war er aber zur Kapitulation gezwungen und musste in die Verbannung nach Tafilalet gehen. 26 seiner Anhänger wurden lebendig eingemauert. Unterdessen unterstützte Abd ar-Rahman den fortgesetzten Guerilla-Krieg Abd el-Kaders in Algerien gegen die französischen Truppen, allerdings nur zögerlich, um keine Vergeltungsaktionen der Kolonialmacht gegen Marokko zu provozieren. Einem weiteren französischen Abgesandten, Oberst Larue, versprach er 1836, sich in dem Konflikt neutral zu verhalten. Die marokkanischen Grenzstämme halfen Abd el-Kader jedoch weiterhin sehr aktiv. Dies veranlasste die Franzosen zu Gegenangriffen auf Gebiete im marokkanischen Grenzgebiet, wo sie Vorposten errichteten. Bis 1843 gewannen sie die Oberhand im Kampf gegen Abd el-Kader, der schließlich nach Marokko flüchten musste, wo ihm Abd ar-Rahman eine Zufluchtsstätte anbot.
Gleichzeitig kam es zwischen Marokko und Spanien zu einem schweren Konflikt. Der spanische Konsularagent Darmon war nämlich, weil er einen Marokkaner auf der Jagd verwundet hatte, trotz der Intervention des sardinischen Konsularagenten auf Befehl des Gouverneurs von Massagran 1843 enthauptet worden. Auf die Satisfaktions-Forderung der in Tanger residierenden auswärtigen Konsuln vom 11. Februar 1844 antwortete der Sultan mit der Zusammenziehung eines Beobachtungsheers bei Ceuta. Spanien sandte eine Dampffregatte mit einer Gesandtschaft nach Tanger, die erneut Genugtuung fordern sollte, ließ es aber aus Rücksicht auf England und Frankreich nicht zum Äußersten kommen und nahm die Vermittlung Englands an. Infolge dieser Vereinbarung wurde der Gouverneur von Massagran bestraft und die Familie Darmons entschädigt.

### Französisch-Marokkanischer Krieg

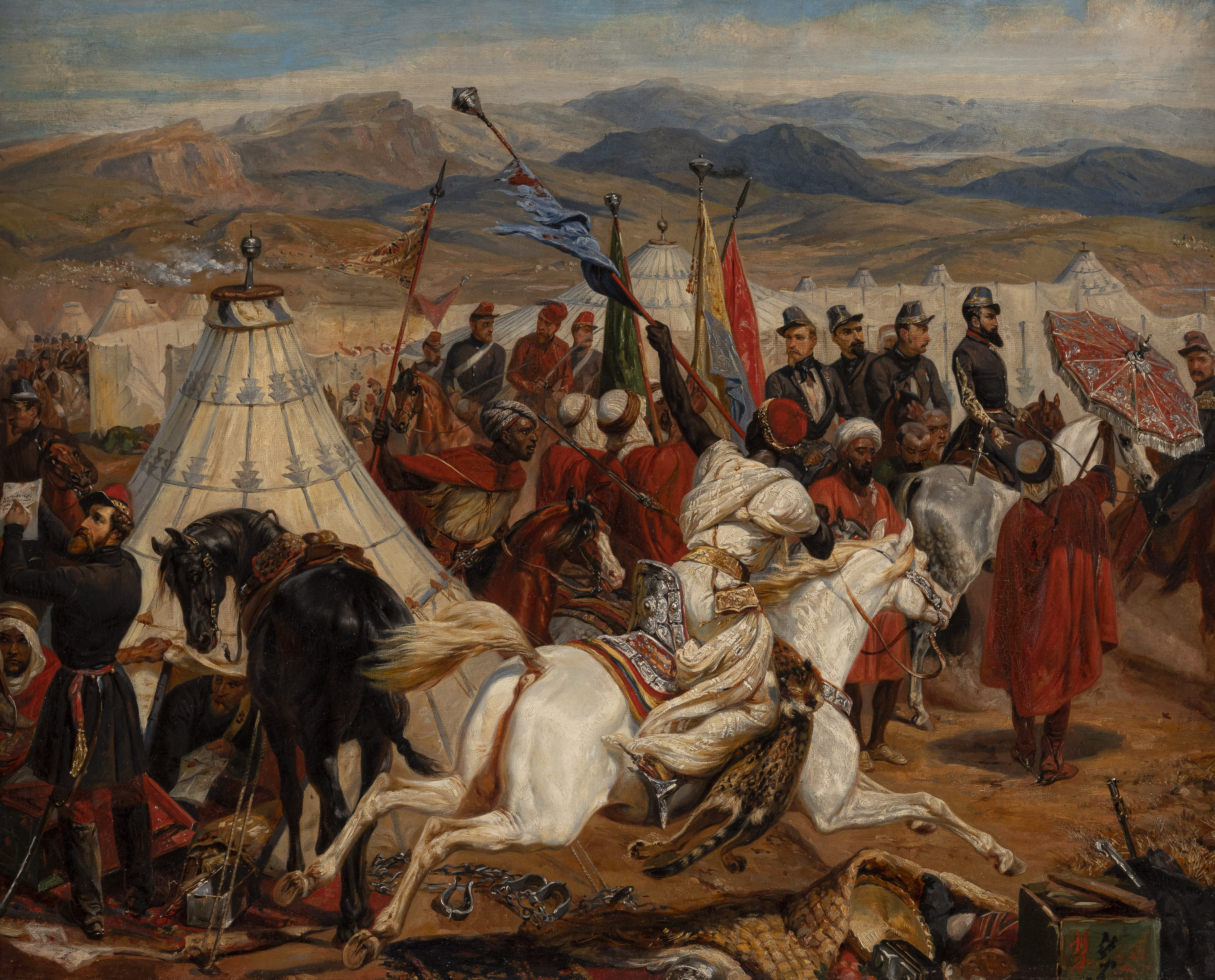
Schlacht bei Isly, Ölbild von Horace Vernet

Im Sommer 1844 eskalierten die von Abd el-Kader geschürten Spannungen zwischen Marokko und Frankreich in einem Krieg. Im Vorfeld dieser militärischen Auseinandersetzung reiste ein Sohn von Abd ar-Rahman, Sidi Muhammad IV., in die Grenzstadt Oujda, um sich mit Abd el-Kader und dem Kaid El Gennaoui, Kommandant der maurischen Garnison von Oujda, zu vereinigen. Er sollte sich den französischen Streitkräften entgegenstellen, die im Fort Lalla Maghnia unter dem Kommando der Generäle Louis Juchault de Lamoricière und Marie-Alphonse Bedeau unweit Oujda lagerten. Die Marokkaner forderten die Gebietserweiterung ihres Landes bis zum Fluss Tafna. Bei einer am 15. Juni 1844 zwischen El Gennaoui und dem General Bedeau abgehaltenen Unterredung ging die marokkanische Reiterei gegen die französischen Soldaten vor. Im nun sich entspinnenden Gefecht wurden die Franzosen durch die Truppen des Marschalls Thomas Robert Bugeaud verstärkt und trugen den Sieg davon. Die Marokkaner zogen sich nach Oujda zurück, doch Bugeaud eroberte am 19. Juni 1844 diese Stadt und rückte bis an den Fluss Isly vor. Inzwischen erhielt François d’Orléans, prince de Joinville, Sohn des französischen Königs Louis-Philippe, den Befehl, mit einer Kriegsflotte nach Tanger zu segeln.
Da die Unterhandlungen bis Anfang August 1844 zu keinem Ziel führten, begann  Prinz Joinville am 6. August mit dem Bombardement von Tanger, zerstörte nach dreistündiger Beschießung alle Batterien dieses Orts und setzte alle Werke der Festung außer Verteidigung. Bugeaud schlug am 14. August in der Schlacht bei Isly den zahlenmäßig weit überlegenen Feind und eroberte dessen Lager. Am 15. August eröffnete der Prinz Joinville das Bombardement von Mogador. Bis zum Abend eroberte er die vor dem Hafen liegende Insel und ließ am nächsten Tag durch 500 Mann die Festung stürmen und alles dort lagernde Kriegsgerät vernichten. Die Stadt selbst wurde von den Kabylen niedergebrannt.
Weil die Marokkaner am 24. August 1844 die Insel vor Mogador wieder zu erobern versuchten, beschossen die französischen Kriegsschiffe die Stadt erneut. Auf Veranlassung Englands, gegen dessen Interessen die Besetzung Marokkos durch Frankreich war, bot Abd ar-Rahman schließlich den Frieden an, der unter Vermittlung des englischen Gesandten Bulwer am 10. September 1844 im Vertrag von Tanger festgeschrieben wurde. Laut dessen Bedingungen sollte Abd ar-Rahman Algerien offiziell als französischen Besitz anerkennen, seine Truppen von der Grenze zurückziehen und dort nur noch 2000 Mann stationieren, ferner Abd el-Kader nicht mehr unterstützen und im Fall von dessen Ergreifung internieren. Dafür versprach Frankreich, Oujda und Mogador zu räumen. Die Ratifikation war erst nach der Bestimmung des genauen Grenzverlaufs zwischen Marokko und Algerien durch hierfür ernannte Kommissare vorgesehen. Diese Grenze wurde im definitiven Vertrag von Lalla Maghnia (18. März 1845) entsprechend der früheren zwischen der osmanischen Regentschaft Algier und Marokko auf einer Länge von etwa 140 km landeinwärts des Mittelmeers festgelegt; weiter südlich sollten u. a. die Oasen Iche und Figuig zu Marokko gehören.

### Erneute Aufstände; Kampf gegen Abd el-Kader
Durch die Niederlage gegen die Franzosen war die Autorität Abd ar-Rahmans sowohl im Inland als auch gegenüber anderen europäischen Mächten geschwächt. Dänemark und Schweden verweigerten den bisherigen Tribut, den sie zur Aufrechterhaltung der Handelsbeziehungen entrichten mussten, und sandten Kriegsschiffe vor die marokkanische Küste. Unter englisch-französischer Vermittlung fand sich Abd ar-Rahman in einer am 5. April 1845 unterzeichneten Übereinkunft zum Verzicht auf fernere Tribute bereit.
In mehreren Gebieten Marokkos ereigneten sich damals Aufstände örtlicher Stämme. Jene der Region Doukkala töteten Regierungsbeamte und plünderten El Jadida. Auch Mogador wurde von den Stämmen geplündert, als die Einwohner die Stadt verließen. Revoltierende Stämme bedrohten Marrakesch, und im September 1845 fand auch in Rabat ein Aufstand statt, dessen Anführer einen lokalen Notabeln anstelle des vom Sultan ernannten Statthalters einsetzten.
Zwischen Abd ar-Rahman und Abd el-Kader kam es zum Bruch. Aber die marokkanischen Stämme an der algerischen Grenze blieben Anhänger des Emirs, und der Sultan vermochte sie nicht unter Kontrolle zu bringen. Abd el-Kader zeigte sich 1846 gegen den Sultan feindselig, indem er Oujda angriff. Der Kaid der Stadt wehrte die Attacke zwar ab; als aber der Prinz Mulai Soliman der Stadt zu Hilfe eilen wollte, weigerten sich seine Truppen, gegen Abd el-Kader zu marschieren. Im Juli 1847 zogen ein Neffe des Sultans, Mulai Hashem, und der Gouverneur des Rif, Al Hamra, mit einem Heer gegen den Emir. Ihre Vorhut wurde bei Aslaf geschlagen. Abd el-Kaders Einheiten eroberten nachts das marokkanische Lager, El Hamra wurde enthauptet, doch Mulai Hashem gelang die Flucht. Im September 1847 entschloss sich Frankreich zu einer nachdrücklichen Intervention in Marokko. Die mächtigen Stämme der Beni Amer und der Haschem wurden von Sidi Muhammad bei Fès überfallen und ihre waffenfähige Mannschaft niedergemacht. Abd ar-Rahman selbst unterwarf die aufrührerischen Grenzstämme, und auch Abd el-Kader wurde zurückgedrängt. Letzterer gewann zwar noch die Schlacht von Agueddin (10.–12. Dezember 1847) gegen ein von zwei Söhnen des Sultans, Mulai Muhammad und Mulai Soliman, kommandiertes Heer, verließ nun aber Marokko und ergab sich am 23. Dezember 1847 dem französischen General Lamoricière.

### Hungersnöte; neue Spannungen mit Frankreich
Neue Differenzen zwischen Marokko und Frankreich traten 1849 auf. Zunächst handelte es sich um mehrere dem französischen Geschäftsträger Roche zugefügte Beleidigungen, dann um die Gefangennahme und Misshandlung eines französischen Kuriers. Wegen der steigenden Spannungen brach der französische Geschäftsträger im Oktober 1849 die Verhandlungen mit der marokkanischen Regierung ab und der Konsul verließ das Land. Nach ergebnislosen Verhandlungen demonstrierte Frankreich Stärke, woraufhin Marokko einlenkte und den Forderungen der Gegenseite entgegenkam, wodurch die Streitigkeiten Ende 1849 beigelegt waren. Anfang 1850 trat infolge einer ungewöhnlichen Dürre eine Hungersnot ein, die den Handel stark einbremste. Später veranlasste ein den monopolisierten Handel mit Häuten betreffendes Dekret von Abd ar-Rahman einen weit verbreiteten Aufstand in Marokko. Auch revoltierte ein Neffe des Sultans und versuchte die Herrschaft an sich zu reißen. Wegen dieser misslichen Umstände reduzierten sich die Steuereinnahmen. Abd ar-Rahman konfiszierte daraufhin die Güter einiger reicher Personen, u. a. jene des verstorbenen Gouverneurs von Tanger und jene des grundlos verhafteten Paschas von Tétouan, der damals Gesandter in Paris war.
Kaum waren die Unruhen unterdrückt, kam es zu neuen Misshelligkeiten mit Frankreich. Die Gründe hierfür reichten länger zurück. Insbesondere war es die 1844 erlassene Verfügung, dass die diplomatischen Vertreter europäischer Mächte nicht in Fès, der Residenz des Sultans, sondern nur in Tanger wohnen durften und nur mittelbar durch den Pascha von Tanger mit dem Sultan und seiner Regierung verkehren konnten. Wegen ihres großen Handelsinteresses gaben sich die Engländer als Verbündete der marokkanischen Regierung, insoweit es den Einfluss der übrigen Europäer einzuschränken galt. Ein französischer Gesandtschaftsbote war verhaftet und trotz des Einspruchs der französischen Gesandtschaft im Gefängnis ermordet worden. Dazu kamen andere Fälle von Misshandlung, Beraubung und Ermordung von Christen, als deren Schutznacht Frankreich auftrat. Die marokkanische Regierung lehnte es ab, Staatsbürger muslimischen Glaubens wegen Straftaten an Christen zu bestrafen.

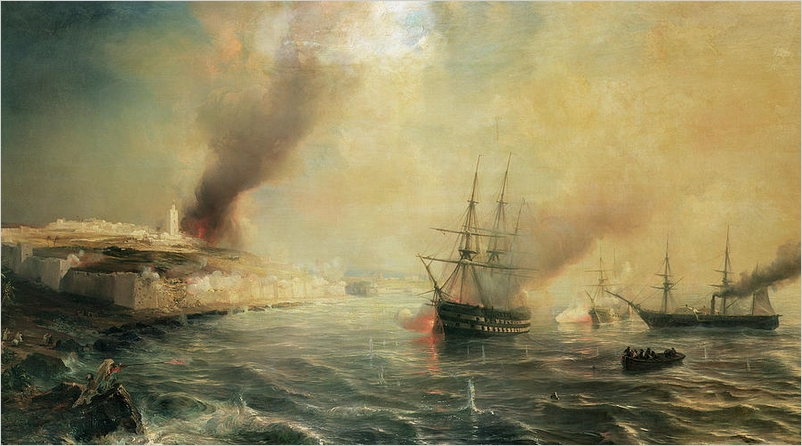
Bombardement von Salé

Sodann kenterte am 1. April 1851 ein u. a. mit Weizen beladenes, auf dem Weg von Gibraltar nach Rabat befindliches französisches Frachtschiff vor der Küste von Salé. Einige Tonnen seiner Fracht wurden gerettet und in Salé zwischengelagert, jedoch von Einwohnern der Stadt, die infolge von Missernten unter hohen Getreidepreisen litten, geplündert. Auf die französische Forderung nach Rückzahlung des entstandenen Verlusts reagierte Abd ar-Rahman monatelang nicht. Der französische Geschäftsträger Nicolas Prosper Bourée beschuldigte die Einwohner von Salé der Piraterie und empfahl die Entsendung eines Geschwaders. Die französische Regierung beauftragte den Admiral Louis Dubourdieu, mit fünf Kriegsschiffen, darunter zwei Fregatten, dieses Unternehmen auszuführen. Die Flotte langte am 25. November 1851 vor Salé an und richtete am Folgetag durch ihr Bombardement von Salé an der Infrastruktur der Stadt schweren Schaden an. Auch die Große Moschee von Salé wurde von Kanonenkugeln getroffen. Die verlangte Summe von 100.000 Francs wurde durch den Minister des Sultans, Mohammed el-Khetib, am 29. November 1851 an den französischen Geschäftsträger Bourée ausbezahlt. Jedoch konnten die Franzosen nicht alle Forderungen durchsetzen, und auch die Marokkaner betrachteten sich zumindest als politische Sieger. Die diplomatischen Beziehungen zwischen Marokko und Frankreich wurden für mehrere Monate abgebrochen, aber nach dem 1852 geschlossenen Friedens wiederhergestellt. Der Sultan räumte schließlich dem französischen Gesandten in Tanger das Recht ein, unmittelbar mit dem marokkanischen Hof in Fès in Kontakt zu stehen.

### Letzte Regierungsjahre; Tod
Am 24. Juni 1852 schlugen und zerstreuten die Franzosen unter der Führung des Generals Charles Cousin-Montauban den Stamm der Beni-Snassen, die von Marokko aus oft die Provinz Oran Französisch-Algeriens beunruhigt hatten. Im August 1853 wurde eine von Truppen bewachte Zolllinie zwischen Marokko und Französisch-Algerien errichtet, die zugleich die Grenzstämme im Zaum hielt und den bisher nur zur See erlaubten Verkehr nun zu Land erleichterte. Die europäische Diplomatie bemühte sich, die marokkanische Regierung zur Ergreifung von Maßnahmen zur Förderung des Handels zu bewegen. Sie erreichte aber nur eine geringe Herabsetzung der Zollsätze auf Öl, Wolle und Häute in Mogador, wo der meiste Handel mit Europäern getrieben wurde.
Auf Antrag Englands versprach Abd ar-Rahman, für ein gutes Benehmen der – von ihm aber nicht völlig kontrollierten – Rif-Bewohner an der marokkanischen Mittelmeerküste zu sorgen. Als im August 1856 die Mannschaft der preußischen Korvette Danzig unter dem Befehl des Prinzen Adalbert eine Strafexpedition gegen Rif-Piraten plante und daher an den Rif-Küste landen wollte, wurde sie beschossen und musste, nachdem im daraus resultierenden Gefecht von Tres Forcas von 68 Seeleuten sieben gefallen und 22 verwundet worden waren, der Übermacht der Seeräuber weichen. Die Rif-Bewohner griffen daraufhin am 9. September 1856 die spanische Exklave Melilla an, wurden aber zurückgeschlagen. Um dieselbe Zeit zahlte die marokkanische Regierung an Frankreich 35.000 Francs Entschädigung für ein von den Rif-Bewohnern im Vorjahr beraubtes französisches Schiff.
1856 gründete Abd ar-Rahman den Souk von Zraqten an der Nordseite des Hohen Atlas gelegen und erweiterte sein Territorium im Süden um die von den Glaouis, einer regional bedeutenden Stammes-Dynastie, kontrollierten Gebiete. Hierdurch gelang es ihm sowohl den lokalen Handel wie auch die aus der Sahara und Tafilalet kommenden Karawanen zu besteuern.
Die fortwährenden Schwankungen in der Zoll- und Handelsgesetzgebung hatten die Engländer 1853 zum Abschluss eines neuen Abkommens veranlasst. Dieses wurde nach langen Verhandlungen zwischen dem englischen Diplomaten John Hay Drummond Hay als Vertreter von Königin Victoria und Muhammad al-Khatib als Vertreter von Abd ar-Rahman am 9. Dezember 1856 zum Handelsvertrag umgestaltet, der am 10. April 1857 in Kraft trat. Demnach waren der Handel und Verkehr zwischen den beiden Ländern gegenseitig erlaubt und zehn Prozent des Wertes der eingeführten Waren wurde als höchstmöglicher Zollsatz fixiert. Zu den durch diesen Vertrag den Engländern eingeräumten Vorteilen zählte auch die Abschaffung von Einfuhrmonopolen. In Mogador und Mazagan war der Handel fast ganz in englischen Händen. Der Handel mit Frankreich hatte sich etwas erholt, derjenige mit Spanien, Belgien, Holland, Österreich und Deutschland war bedeutungslos.
Trotz einiger Rückschläge gelang es Abd ar-Rahman die Zentralmacht des Sultans zu festigen, wie auch den Einfluss der europäischen Mächte auf das Alawidenreich zu begrenzen. 1857 ernannte er seinen ältesten Sohn Sidi Muhammad IV. zum Nachfolger. Im Folgejahr brach ein gefährlicher Aufstand der Zemmur südlich von Miknasa aus. Abd ar-Rahman leitete selbst gegen die Rebellen einen Feldzug, die Unterdrückung der Revolte kostete ihm aber große Opfer. Er starb am 28. August 1859 in Meknès.